# Tyler Morton
Tyler Scott Morton, född 31 oktober 2002 i Wallasey, England, är en engelsk fotbollsspelare (mittfältare) som spelar för Hull City, på lån från Premier League-laget Liverpool. Han har även representerat det engelska landslaget på U20- och U21-nivå.

## Karriär
Morton debuterade i Liverpools A-lag i september 2021. Den 1 augusti 2022 lånades han ut till Blackburn Rovers på ett säsongslån. Den 1 september 2023 lånades Morton ut till Hull City på ett säsongslån.